# Moon Tycoon
Moon Tycoon és un videojoc d'ordinador de construcció de ciutats llançat en el 2001 per Anarchy Enterprises i Unique Entertainment. Està basat en la creació d'una colònia lunar o ciutat. Anarchy Enterprises ho descrigué com el "primer simulador 3-D Sim mai vist", i va assenyalar que té similituds amb SimCity (que en eixos moments era de 2 dimensions).

## Jugabilitat
Moon Tycoon té tres campanyes per jugar, cadascuna amb la seva pròpia història i ambientades al voltant de l'any 2021.
Campanya 1: la Terra es troba en una crisi energètica global i l'única cosa que pot deixar és un mineral preciós anomenat Heli 3 que només es pot trobar a la Lluna.
Campanya 2: la crisi energètica ha acabat, però la competència comença a escalfar-se a mesura que les corporacions lluiten per la dominació lunar a mesura que les epidèmies espacials, el descontentament de les condicions de vida i els desastres espacials es fan més freqüents.
Campanya 3: la humanitat fa un salt més a mesura que comença la següent etapa d'exploració espacial: la colonització del cinturó d'asteroides més enllà de Mart.
Cada campanya té deu nivells per jugar a través de cadascun amb diferents nivells de dificultat. Les tres campanyes constitueixen una història més gran, de manera que només es poden reproduir en ordre i començar amb la primera.
També hi ha un mode de caixa de sorra; on podeu establir els diners inicials, el tipus de terreny, la quantitat de mineral i la vida mitjana de l'edificació; també us permet seleccionar la Lluna o l'asteroide.
El joc es juga a l'Àrea de joc, on es mostren les estructures completades i sota construcció. Els jugadors també utilitzen aquesta pantalla per començar la construcció d'edificis i alterar el terreny. L'àrea de joc s'alça a la vista que l'envolta i també pot tenir una graella.
A la dreta de l'Àrea de joc hi ha la creació de menús, gestió de colònies, desastres i opcions.
El menú de l'edifici mostra els diferents tipus d'estructures disponibles per a la construcció. Aquests edificis es divideixen en diferents categories: Habitatge i Medicina, Turisme, Recerca, Recompenses (obtingudes per diferents objectius), serveis públics i Indústria.